# 神波多一花
神波多 一花（かみはた いちか、1987年12月26日 - ）は、日本の元AV女優。

## 略歴・人物
2012年10月、プレステージの専属女優としてAVデビュー。所属事務所はサンプロ（現グランツプロ）。
2018年6月2日、公式ツイッターで引退を発表。
引退後は、六本木にあるAV女優キャバクラ『レッドドラゴン』に在籍。

## 出演作品

### アダルトDVD
- 働くオンナ 2 VOL.31 上品に見えて実は淫乱ドMな脚線美OL 都内某百貨店勤務 下着メーカー販売員 入社二年目 月収24万円（10月20日、プレステージ）

- 絶対的美少女、お貸しします。 ACT.26（1月1日、プレステージ）
- 従順ペット候補生 #35（2月1日、プレステージ）
- 堕ちていく人妻（3月1日、プレステージ）
- 天然成分由来 神波多一花汁100% 神波多一花の体液（5月1日、プレステージ）
- 犯された憧れの美人キャビンアテンダント（6月1日、プレステージ）
- 高身長の兄嫁相姦（7月1日、巨神）
- 狙われた隣り妻 〜奥さん、となりの部屋まで聞こえてますよ〜（7月1日、ヴィーナス）
- 鎖に繋がれた花嫁（8月7日、アタッカーズ）
- 犯された職場のアイドル（9月7日、アタッカーズ）
- 家庭教師と生徒の秘め事（10月7日、アタッカーズ）共演:あいださくら
- 残酷浪漫時代 女教師淫虐教室（11月7日、アタッカーズ）
- 僕を誘惑する隣の綺麗なお姉さん（11月20日、プレステージ）
- PRESTIGE専属女優があなたの夢叶えます！（12月1日、プレステージ）
- 美人女将 凌辱女体接待 6（12月7日、アタッカーズ）

- 寝たふりする女（1月1日、無言）他出演:みなせ優夏、柳朋子、市川まほ、野間あんな、仲丘たまき
- 友人の妻はドスケベ家庭教師（1月7日、ヴィーナス）
- 秘書in… ［脅迫スイートルーム］ Secretary Ichika（27）（1月10日、ドリームチケット）
- 天使の降る夜。 9（1月10日、S級素人）
- 高身長女教師の淫語セックス（1月13日、マルクス兄弟）
- エロ〜い女のアナルべろ舐め手コキ（1月13日、マルクス兄弟）他出演:さくら悠、青山沙希、廣田リリス、HIKARI、愛須心亜、美神さゆり、坂本愛海
- 禁断介護（1月16日、グローリークエスト）
- 痴漢を呼ぶ女 若妻OL（1月20日、プレスト）
- 恋夜 For You 第5章（1月21日、ONEZ）
- 胸チラしているのに気付かず働く女子社員に手を出しちゃった俺（1月23日、AKNR）他出演:成宮梓、夏目優希
- 高飛車セレブ 高身長美女の男漁り（1月24日、TECHNO BREAK）
- タイトスカート女教師（2月1日、MOODYZ）
- 夫達の目の前で乱交させられて（2月1日、ZUKKON/BAKKON）共演:工藤美紗、北川杏樹、浜崎真緒
- うまのりパンストお姉さんのやらしい淫語騎乗位（2月7日、ヴィーナス）
- 人妻恥悦旅行（2月20日、グローリークエスト）
- 【生ち○ぽとフェザータッチでイカせる】 スロー性交エステ ゆっくりと…ねっとりと…ずーっと終わらない。“さざ波”のようなオーガズムが、今、女子に大人気!（2月20日、SODクリエイト）共演:結城みさ　他出演:あゆみ翼、藤嶋唯、保坂えり
- 素人騙し撮り 脱がし屋 美人限定 Vol.16（2月25日、ONE GENERATION）
- 濃厚オヤジと女教師（3月1日、ワンズファクトリー）
- いやらしい高身長痴女に犯られたい（3月1日、Fitch）共演:白鳥ゆな
- 黒パンストSTYLE 〜パンスト×美脚×SEX〜（3月6日、グローリークエスト）他出演:森ななこ、佐々木恋海、紺野マリエ
- 成熟した姉の裸に触れた童貞弟はイケない事と知りつつもチ○ポを勃起させて「禁断の近親相姦」してしまうのか!? 2（3月6日、SODクリエイト）他出演:水樹りさ ほか
- 今日もまた…私、犯されに来ました（3月7日、ワープエンタテインメント）
- 極悪催眠 ヤリ放題中出しレイプ（3月13日、マルクス兄弟）
- マンコス顔騎オナニー（3月13日、マルクス兄弟）他出演:宇佐美なな、村上涼子、野宮さとみ、ももい理乃、西川りおん、Conomi、さくら悠、山川あさみ、児島美奈子
- 絶対隷女 恥辱の虜へ 社長秘書・一花（3月13日、AVS Collector's）
- 高身長痴女の小さいオッサン狩り（3月13日、MOODYZ）共演:澤村レイコ、仲丘たまき、山本美和子
- 私、実は夫の上司に犯され続けてます…（3月13日、溜池ゴロー）
- イキすぎて困りました。（3月19日、乱丸）
- 人気美熟女大共演!! 美熟女教官だらけの童貞自動車免許合宿所（3月25日、マドンナ）共演:三浦恵理子、星咲優菜、野間あんな
- もしも時間を自由に止められたら…（3月28日、おかず。）共演:芦名ユリア、相沢恋
- 10発中出しするまで勃起させちゃうお姉様SEXテクニック（4月1日、ワンズファクトリー）
- ノーパン女教師（4月7日、プレミアム）
- 働く女のおしゃぶりご奉仕 CA編 一花（4月13日、AVS Collector's）
- 羞恥放尿 人前で失禁&お漏らし（4月13日、マルクス兄弟）他出演:椎名ゆな、瀧澤まい、宇佐美なな、小西まりえ、西川りおん、塚田詩織、あゆみ翼、永瀬里美、青井いちご
- ものすごい舌上発射ごっくん（4月13日、MOODYZ）
- 隣の浮きブラ奥さん（4月13日、溜池ゴロー）
- 極ごっくん♥（4月19日、エムズビデオグループ）
- 美脚黒パンストFUCK（4月25日、TMA）他出演:愛実れい、瀧澤まい
- 一花ママとのやらしい生活（5月1日、ヴィーナス）
- 汗と愛液。 繰り返す絶頂。（5月1日、鉄板）
- 人妻はそれを我慢できない 〜昼下がりの淫行宅配サービス〜（5月7日、マドンナ）
- 女性限定 シェアハウスレズビアン 〜女の欲が入り乱れる、一つ屋根の下で…〜（5月7日、ビビアン）共演:波多野結衣、初美沙希
- 照れるほど見つめられる乳首責め 3 全編・長回しで視姦されながらチクビをイジられ続けるゾクゾクしちゃう快楽（5月9日、ドリームチケット）他出演:結城みさ、佐々木恋海、浅之美波、上原亜衣、板垣あずさ、朝桐光
- CFNM 着衣の極意 〜絶対脱がない着衣ズム〜（5月13日、AVS Collector's）
- 女教師と女子校生 〜美女と逆3P生活〜（5月13日、MOODYZ）共演:桜井あゆ
- 睨まれレイプ 人妻編 〜強がる奥さんを強制寝取り〜（5月13日、MOODYZ）他出演:大場ゆい、桜井あゆ
- 自慰快楽パラノイド 3（5月25日、セレブの友）
- ランジェリーナ 一花 職業:キャビンアテンダント（6月1日、ワンズファクトリー）
- お義母さん4人と1日で40回も子作り（6月1日、ZUKKON/BAKKON）共演:桜井あゆ、澤村レイコ、大場ゆい
- 美マゾからの新提案! 見た目からは想像できない普段はおしとやかな清楚妻と奇跡の共同制作!! いつ夫にバレるのか? 生涯ドキドキしたい…四六時中のスリルを求めて…『私の変態映像を旦那に内緒で販売してください』 都会育ちスタイル抜群の元モデル/旦那が見たら発狂する愛妻の痴態/露出願望アリ/ドM気質/お受験ママの息抜きは見知らぬ殿方との性交/ 旦那の金で育んだ美肉を貸し出します（6月5日、ディープス）※「カオリ」名義
- 結婚直前で黒人用務員に犯され生徒たちの肉便器にされた女教師（6月5日、サディスティックヴィレッジ）
- おねだり淫語 チンポが欲しくてたまらない 一花（6月13日、AVS Collector's）
- 失禁RQ（レースクイーン） 凌辱に震える時（6月13日、マルクス兄弟）
- エロ痴女逆レイプナース病棟（6月13日、MOODYZ）共演:浜崎真緒、倉多まお、北川エリカ
- AVを拾う人妻（6月13日、溜池ゴロー）
- 素人ナンパ! 手コキだけでお小遣いゲット!のはずが…豹変! 媚薬チ●ポ触って大発情イキッ!!（6月13日、ナンパHEAVEN）他出演:西篠カレン、二宮ナナ、三条みく、君野由奈
- ママのリアル性教育（6月19日、グローリークエスト）
- 「ナマで入っちゃった!」オイル素股でチ○ポをマ○コに擦りつけてたら、気持ち良すぎて生挿入! 中出しセックスまでヤッちゃった風俗嬢たち 6（6月19日、グローリークエスト）他出演:篠田あゆみ、風間ゆみ、音無かおり、伊藤りな
- 進学塾の美人講師の腋に発情しちゃった俺（6月19日、AKNR）他出演:江波りゅう、堀内秋美
- 衝撃解禁!! 黒人と美熟女（6月25日、マドンナ）
- 女捜査官拷問調教 4 哀しみの連鎖〜高身長172cmの悲鳴絶叫拘束高圧電流拷問屈辱まみれの潮吹き生中出し絶頂（6月25日、セレブの友）共演:村上涼子
- CM中に媚薬を飲まされた女子アナ（6月27日、EROTICA）
- 授業よりも性教育が得意なフェロモン先生の見ないと損する特別指導!（6月27日、TMA）他出演:鈴村いろは、椎名まりな、美澄しゅん
- 美人潜入捜査官（7月1日、ワンズファクトリー）
- 隣の若奥は超ドSの美人クレーマー!（7月1日、マルクス兄弟） ※「AV OPEN 2014」 エントリー作品
- 義父と美人嫁 〜一線を越えた禁断恋慕〜（7月4日、オルガ）
- スチュワーデス、一花 痙攣超絶中出しフライト（7月7日、Be Free）
- （裏）手コキクリニック 〜完全版〜 性交クリニック 入院したら患者は僕一人きり。（7月10日、SODクリエイト）共演:大槻ひびき、松嶋友里恵、仁美まどか、篠田ゆう
- お隣りのまんすじ奥さん（7月10日、タカラ映像）
- 夫婦喧嘩をして全裸で閉め出された美人妻とそれを見てしまった隣人の僕（7月10日、ROCKET）他出演:舞咲みくに
- 新任女教師 マシンバイブ調教×催淫三角木馬×危険日中出し10連発 そのすべてで潮!潮!潮! 8（7月10日、サディスティックヴィレッジ）
- 美人部長 屈辱の全裸勤務（7月13日、AVS Collector's）
- 入院中毎日お見舞いに来る彼女に嫉妬した美人ナースに10日間連続でヌキまくられた!!（7月24日、ROCKET）※「上畑看護師」名義　他出演:三国看護師
- 完全未公開 主観フェラ（7月25日、TECHNO BREAK）他出演:有村千佳、大槻ひびき、新希マヤ、橘優花、水野朝陽、愛実れい、天野みほ
- いちかと子作り新婚生活（8月1日、ワンズファクトリー）
- 誘惑女教師 〜美脚タイトスカート編〜（8月7日、プレミアム）
- ナチュラルハイ15周年記念作品 出産して急激に感度があがったママチャリ早漏妻 人気3タイトル合体SP!（8月7日、ナチュラルハイ）他出演:本田莉子、倉多まお、佐伯かのん、板垣あずさ
- 「お願いだから私の鍛えた腹筋見てください。」 スレンダーマッチョな筋トレ妻 SNSで見つけた自撮り趣味のマッスル美人妻いやらしいカラダいただきます!（8月7日、ROCKET）他出演:樹花凜
- ドリシャッ!!（8月8日、ワープエンタテインメント）
- 家庭教師が童貞の教え子1●才の子供を妊娠 「お母さん申し訳ございません、オナニーも知らないお宅の息子さんを誘惑し、勉強なんてしないで毎日毎日性の玩具にしています 息子さんは毎回私の中でイキ果て、今では生中出しじゃないと満足出来ない変態になってしまいました…」 禁断の快楽に溺れるショタコン家庭教師（8月8日、ブイアンドアールプロデュース）他出演:青山菜々
- 熱帯夜（8月13日、溜池ゴロー）
- フェラチオ専用娘（8月14日、KYおやじ共同組合）
- 脱SEX 革命AV 第6弾 顔面騎乗いじめ -Face Sitting Domination- 本場ブラジルのようなハードコアフェムドム顔騎日本版（8月21日、ROCKET）他出演:新山かえで、滝沢かのん、みおり舞、樹花凜
- ご試着できます コンドーム売りの女（8月22日、EROTICA）
- ガン反りチ○ポで神波多一花をイカセ続ける（9月1日、ワンズファクトリー）
- 濡れマン見せつけお姉さん（9月1日、MOODYZ）
- 神波多一花とイチャイチャ中出し同棲生活。（9月7日、プレミアム）
- 登山に来た山ガールを狙った野外白昼レイプ（9月12日、TMA）他出演:浜崎真緒
- MOODYZファン感謝祭 バコバコバスツアー2014 南国バコバコランド大乱交!!（9月13日、MOODYZ）共演:上原亜衣、つぼみ、乙葉ななせ、浜崎真緒、桜井あゆ、紺野ひかる、阿部乃みく、佳苗るか、枢木みかん、篠めぐみ、波多野結衣、川村まや、夏目優希、湊莉久、槇原愛菜
- 結婚式で中出し輪姦された花嫁（9月13日、溜池ゴロー）
- 義父の言いなり嫁（9月25日、マドンナ）
- 逆痴漢 －美脚を見せつけパンチラ誘惑で罠にハメて強引に犯ス－（9月25日、美）
- 転落した長身美脚パンスト泡姫 借金を背負わされた不幸女の直穿きパンスト敏感オマンコご奉仕セックス（9月25日、セレブの友）
- 高身長×ハメ潮×イラマチオ 排卵日直撃!淫乱メス犬に真正中出し! 玩具責めアクメで失神寸前のM美女を飼育する 奴隷肉便器で有名な神波多一花（9月28日、ミセスの素）
- ムチムチ誘惑パンチラ 従姉さん、目のやり場に困ります…（10月1日、ワンズファクトリー）
- オスガズム（10月1日、MOTHERS ENTERTAINMENT PICTURES）
- 働く美女と性交（10月3日、ドリームチケット）
- 酔いつぶれた上司・同僚を自宅まで送り届けたら、出迎えてくれた異常にエロい奥さんが欲情していて逆に襲われた! 眠る旦那の隣で発情する美人妻に生中出し（10月3日、赫夜姫映像）他出演:音羽レオン、村上涼子
- 一泊二日、中出し温泉旅行。（10月7日、プレミアム）
- RQ 〜現役レースクィーンの超美脚オイルSEX〜（10月7日、BE Free）
- 『愛する妻の誕生日会で歳の数だけ中出ししてください』幸福な清楚妻・サナエ（36歳）の全てが壊れた日…… 旦那からのプレゼントは大量の勃起他人棒!夫の為だけに磨いてきた美肉を見知らぬ男たちに弄ばれ、挿れっぱなし生ハメ生中出し36発（10月9日、ディープス）※「さなえ」名義
- 姉貴が性欲解消で目が合えば四六時中僕のチ●ポを求めてくる 中出し孕まされ姉弟近親相姦（10月10日、ブイアンドアールプロデュース）
- パンスト妄想脚（10月19日、ミル）
- マブダチとレズれ!（10月19日、レズれ!）共演:浜崎真緒
- レズ奴隷 VOL.11 壊心快落（かいしんかいらく）・崩れ落ちるインテリで傲慢な女社長の威厳（10月23日、ディープス）共演:枢木みかん、百合川さら
- 誰にも言えない妻の秘密（10月25日、マドンナ）
- すぐにSEXができるエロシェアハウス! 4 淫乱痴女お姉さん朝晩毎日チンポ狩りセックス生活快感生中出し!（10月25日、セレブの友）
- オマンコしたがり女の秘密（10月30日、MARRION）
- 色欲情（11月1日、FAプロ）他出演:浅倉領花、藤山みづき
- 現役RQ凌辱オフ会 いちか（11月1日、ワンズファクトリー）
- ムーディーズファン感謝祭 うらバコバコバスツアー2014 〜補欠者救済? つぼみ風雲斎の野望!!〜（11月1日、MOODYZ）共演:さとう遥希、広瀬奈々美、保坂えり、つぼみ風雲斎、上原亜衣、乙葉ななせ、浜崎真緒、桜井あゆ、紺野ひかる、阿部乃みく、佳苗るか、枢木みかん、篠めぐみ、波多野結衣、川村まや、夏目優希、湊莉久、槇原愛菜
- ご近所の人妻と中出し乱交（11月1日、ZUKKON/BAKKON）共演:篠田あゆみ、水原さな、羽月希、広瀬奈々美、水咲あかね
- 「制服・下着・全裸」でおもてなし またがりオマ○コ航空 3（11月8日、SODクリエイト）共演:紺野ひかる、保坂えり、山本美和子
- 超越淫語で超絶手コキの絶〜射精!（11月13日、マルクス兄弟）他出演:浜崎真緒、紅音レイラ、冴島かおり、水希杏、椿かなり、加納綾子、高梨あゆみ、長谷川ゆめ、荒木美優
- 4人のレズ巨匠が撮る! 本気レズ4本番（11月20日、SODクリエイト）主演:紗倉まな　他出演:阿部乃みく、春原未来、萌芭、川菜ひかる、乙葉ななせ、桐原あずさ
- 極悪○学生の罠にハマってエロ餓鬼たちに犯される 美人女教師!!（11月20日、GARCON）
- サラ金女社長…転落の瞬間 3 絶対的権力の終焉〜裏切られた長身美脚女 強制拘束SEX奴隷調教（11月25日、セレブの友）
- 花魁撫子でありんす 花魁19号（11月28日、ONE DA FULL）
- 女教師のヘビ舌に濡れる レズKissオーガズム（12月1日、ヴィ）共演:川村まや
- 羞恥! 公衆の面前で強制絶頂アクメ&潮! ビッグバンローター改をマ○コに入れて街中を引き回せ 2（12月6日、サディスティックヴィレッジ）他出演:波多野結衣、仲村茉莉恵
- 中出し肉便器担任 男子生徒の性欲処理の道具になり下がった、女教師たち!!（12月6日、サディスティックヴィレッジ）他出演:波多野結衣、仲村茉莉恵
- 放尿、潮吹き、大失禁。（12月7日、プレミアム）
- 神波多一花 スーパーベスト 4時間（12月13日、マルクス兄弟）※総集編
- 痴女医 高身長ミニスカで所かまわず生中出し交尾（12月13日、セレブの友）
- 神波多一花の和装で魅せる三本番（12月18日、グローリークエスト）
- 世界一早漏男の連続射精SEX（12月19日、ROOKIE）共演:川村まや
- 痴漢を呼ぶ女たち 220分BEST（12月20日、スターパラダイス）他出演:成瀬心美
- モデルスカウトと称してナンパしたタレントの卵たちを神波多一花が長身マンズリ貝合わせで脳髄までトロけさせて超濃厚レズビアン体験（12月25日、ナンパJAPAN）
- 堕ちる人妻（12月26日、ZIZ）共演:川上ゆう、羽月希

- 家庭教師3人に甘やかされながら子作り（1月1日、ZUKKON/BAKKON）共演:夏目優希、森ななこ
- シスターコンプレックス（1月2日、sister）
- （裏）手コキクリニック 〜完全版〜 性交クリニック ファン感謝祭2015 超豪華S級ナース大集合! 4時間スペシャル（1月8日、SODクリエイト）共演:上原亜衣、波多野結衣、椎名ゆな、有村千佳、篠田あゆみ
- 妻を他人に寝取らせた俺（1月8日、AKNR）他出演:波多野結衣、浅倉愛
- 神波多一花の世界（1月13日、AVS Collector's）※総集編
- 神波多一花 8時間 BEST（1月13日、溜池ゴロー）※総集編
- 喜怒哀楽 2 高身長美脚痴女が男のチンポを限界まで焦らし快楽を貪る快楽SEX遊戯（1月13日、セレブの友）
- 自宅を占拠され夫の目の前で寝取られた人妻（1月22日、ヒビノ）
- 彼氏の見舞いに来た女の無防備パンチラに隣のベッドでチ○コだけ元気になっちゃった僕。カーテン越しに痴漢したら欲求不満女に火がついて彼氏の寝ている横で僕の上にまたがってきた!（1月22日、SWITCH）他出演:あやね遥菜、風音舞香
- ガックガクの女（2月6日、ドリームチケット）
- 天然しぼりたて!! 神波多一花ベスト 8時間2枚組（2月13日、セレブの友）※総集編
- ザ・レイプ・ベストコレクション～暴行魔達への生贄～（2月19日、エンペラー/妄想族）他出演:美智子小夜曲、須山南、岸杏南、本庄優花、西山あさひ、西澤百花、潮見百合子、滝沢すみれ、杏紅茶々、二葉恵、桐島綾子、水原薫子、愛須心亜、近藤郁美、武藤つぐみ、高下えりか、高梨あゆみ、七海ひさ代、城野絵里香、矢部寿恵、藤野美紀、相葉レイカ、菅野いちは、松下美香
- 予告なしで素人の家に夜這いしに行きます（2月19日、AKNR）他出演:茜あずさ、佳苗るか
- 毎朝、通勤電車で目が合う綺麗なお姉さん 気になって後をついて行ったら、強引な男たちの肉棒を嫌がりながらも咥え込み、快感に溺れてしまうイヤラシイ女だったので、我慢できなくなった僕も思い切って彼女の家に侵入、決死の思いで襲いかかってみた…（2月19日、SOSORU）
- 性交クリニック ファン感謝祭2015 中出し看護編 4時間スペシャル（4月9日、SODクリエイト）共演:上原亜衣、波多野結衣、椎名ゆな、有村千佳、篠田あゆみ
- 再婚相手の息子に中出しされて…（5月1日、ABC/妄想族）
- ボディジャックZERO 憑依アプリ誕生編（5月9日、ROCKET）共演:浜崎真緒、佳苗るか、大槻ひびき
- 近所のお姉さんたちにモテ遊ばれた僕のチ○ポ1本と6つのマ○コ 今日もチ○ポを咥えられて精子搾取されてます。（5月21日、SWITCH）共演:本田莉子、川村まや、北川エリカ、大場ゆい、一ノ瀬アメリ
- PMS（月経前症候群）の治療に来た人妻に媚薬を仕込み性欲絶頂寝取られアクメ（7月10日、ブイアンドアールプロデュース）他出演:瞳ゆら
- 淫語を言い続けながら激しい騎乗位で中出し暴発させる痴女（8月14日、ケイ・エム・プロデューズ/BAZOOKA）他出演:穂高ゆうき、佳苗るか、彩城ゆりな
- 縛り拷問覚醒 悪魔の生贄　神波多一花（8月19日、バミューダ/妄想族）
- 人妻・美魔女　ごっくん・アナル・中出し・フィスト 4時間（8月19日、エムズビデオグループ）他出演:晶エリー、事原みゆ、高梨あゆみ、香月悠梨、水原さな、篠田あゆみ、希咲エマ、加納綾子、松岡聖羅、愛乃なみ、まりか、京野明日香、蓮実クレア、村上涼子、翔田千里、長谷川リホ、澤村レイコ、北川エリカ、志保、羽月希、中島京子、市来美保
- 息子にハメられた人妻たち（8月19日、ABC/妄想族）他出演:川菜美鈴、本田莉子、堀内秋美、波多野結衣、 有村千佳、阿部乃みく、春原未来、千乃あずみ、風間ゆみ、篠田あゆみ、桜井あゆ、林ゆな、北川エリカ、初美沙希
- 新妻とその大家族がエロすぎたからおもくそ子作り（9月1日、ZUKKON/BAKKON）他出演:篠田あゆみ、かすみ果穂、北川エリカ、大槻ひびき、AIKA、乙葉ななせ、阿部乃みく ※「AV OPEN 2015」エントリー作品
- 罠に堕ちた人妻34 万引き妻 凌辱変態調教　神波多一花（9月1日、中嶋興業）
- S級熟女コンプリートファイル　神波多一花 4時間（9月1日、VENUS）
- 体格差ハンデなし夢の階級別トーナメントFINALラウンド 全裸オイルキャットファイト 5 ヘビー級GP2015〜長身対決！爆乳対決！新たな肉弾美女ファイターを発掘する激闘トライアウト〜（9月10日、ROCKET）共演:大場ゆい、杏美月、佐野玲華、芦川芽依、米倉あかね、甲斐ミハル、有奈めぐみ
- 溢れ出す体液と愛液まみれの性交（9月11日、ケイ・エム・プロデュース/BAZOOKA）他出演:大場ゆい、穂高ゆうき、事原みゆ
- 白昼のオフィスをタイトスカートで歩きまわり男性社員を誘惑する女に媚薬をたっぷり塗ったチ●ポで即ハメしたらアヘ顔で痙攣しながらイキまくった（9月25日、ケイ・エム・プロデュース）他出演:希咲あや、浜崎真緒、保坂えり
- 中出しを教えるタイトスカート女教師（9月25日、本中）
- M字痴女トランスセックス（10月2日、h.m.p）
- 顧客に犯された女税理士（10月7日、アタッカーズ）
- メス犬野外放尿 6匹のペットたちの強制おしっこ（10月20日、レイディックス）共演:酒井あびる、間宮つくし、彩城ゆりな、朝桐光、坂本美沙
- 神波多一花のマスターベーションインストラクター　神波多一花（10月30日、オルスタックソフト販売）
- じっくり高める手コキでもてなす 完全勃起ともの凄い射精の回春旅館　神波多一花（11月1日、Fitch）
- 絶頂激イキ自慰！自画撮りプライベートオナニー（11月5日、グローリークエスト）他出演:白鳥寿美礼、高梨真央、市來あやか、島崎麻友、藤田りかこ、宮部涼花、新井エリー、瀧澤まい、真木かおり、長瀬涼子、冴島かおり、北川杏樹、松嶋友里恵、松下美雪
- 感じながらトロトロおま○こでイカせてくれる騎乗位お姉さんBEST（11月7日、プレミアム）他出演:星空もあ、芽森しずく、大場ゆい、里美ゆりあ、一色里桜、蓮実クレア、かすみ果穂、倉多まお、波多野結衣、司ミコト、AIKA 、浅倉愛、川菜美鈴、本田莉子、桜井あゆ、渋谷美希、湊莉久
- レズビアンに囚われた女潜入捜査官～美に魅せられた女達の裏の顔…美容業界レズビアン～（11月7日、ビビアン）共演:卯水咲流、波多野結衣
- モテた経験がない男子校生が乗り込んだバスは周りがイイ匂いのする人妻だらけ!揺れる度にデカ尻やボインに触れ爆発寸前!6人の奥様も思春期チ○ポにガマンができまへん。（11月12日、SWITCH）共演:水野朝陽、通野未帆、大場ゆい、安堂怜、西村ニーナ
- 完全撮り下ろし 貧乳人妻夜這い（12月1日、ABC/妄想族）他出演:神ユキ、高岡すみれ、中山理莉、桜井あゆ、武藤あやか
- 鬼フェラ地獄 XXⅦ（12月11日、ケイ・エム・プロデュース/REAL）共演:蓮実クレア

- 金粉奴隷シスター（1月20日、バミューダ）
- 競泳水着Lovers ～5人の美しき高身長マーメイドたち～（2月26日、トータル・メディア・エージェンシー）共演:水野朝陽、浜崎真緒、香山美桜、白岡ゆきほ
- 即堕ち女教師（3月1日、MOODYZ）他出演:サリー、月島ななこ
- 超カタブツ一家が真面目エロすぎるから子作り（3月1日、ZUKKON/BAKKON）共演：月島ななこ、サリー、河北紗依
- 淫語先生とM男（3月4日、OFFICE K'S）
- 見せつけ誘惑ヘアヌードコレクション（3月18日、OFFICE K’S）
- デカチンふたなりレズバトル（4月7日、ROCKET）共演:あやね遥菜
- 下着会社の女上司～叱り淫語で挟み撃ち編～（4月25日、痴女ヘブン) 共演:卯水咲流
- 上司と部下の妻7 ～上司に無理やり犯され「中出し」されてしまった妻～（6月1日、ながえSTYLE）
- 僕に優しすぎる理想の女上司3人とハプニングバー（7月1日、ワンズファクトリー）共演：神納花、朝倉ことみ
- 神ユキの騎乗位で卑猥な腰使いを味わいながら神波多一花に濃厚な接吻を求め続けられるエロ羨ましすぎる3Pセックス（7月25日、アロマ企画）共演:神ユキ
- 町内で問題になっている褒め褒め淫語人妻グループ（9月1日、MOODYZ）共演:北川エリカ、蓮実クレア
- 神波多一花さんが呼んできたお友達と乱交（9月1日、ZUKKON/BAKKON）共演:美咲ゆう、日高結愛、相澤ゆりな、望月さくら、月本愛、佐野あおい、三宅美香
- 愛する妻からの衝撃の寝取られビデオレター! 5 個室ビデオでエロDVDを見てたら妻が俺への当てつけで知らない男に種付けされた!（9月8日、Mr.michiru）他出演：青葉優香、あやね遥菜、日高結愛
- おさわり禁止の手コキデリヘル嬢にデカチンを見せつける! デカチンに夢中になったところでそのまま生ハメ！手コキ嬢にまさかの生中出しするまでを完全盗撮! 5（9月22日、Mr.michiru）他出演：蓮実クレア、玉城マイ、日高結愛
- 本番禁止の都内有名デリヘルでただ口説いてヤルだけじゃ収まらない！ぎらついた男たちがデリヘル嬢に生中出しするまで コスプレデリヘル集  8（10月6日、Mr.michiru）他出演：日高結愛、今井まい、月本愛
- たまには甘えたい！現代社会に疲れた男たちを癒す風俗 デリバリーお母さん（10月7日、OFFICE K'S）他出演：葉月奈穂、真木今日子
- 応援フェラチオ（10月7日、OFFICE K'S）共演：舞野いつき、佳苗るか／他出演：美咲かんな、三井ほのか、保志美あすか、愛乃まほろ
- 女と女の絆 ～不良娘と隣のキレイなお姉さん～（10月13日、U&K）共演：川村まや
- 飲尿カフェ（10月21日、OFFICE K'S）共演：舞野いつき、佳苗るか／他出演：川村まや、三井ほのか、保志美あすか、真木今日子、美咲かんな、乙葉ななせ
- 精子採取で射精をお手伝いしてくれる看護婦さんたち（10月21日、OFFICE K'S）他出演：羽月都花沙、真木今日子、美咲かんな、望月れな、葉月奈穂、三井ほのか、月嶋あかり
- 神波多一花 SPECIAL BEST 4時間（10月28日、TMA）※単体ベスト
- イカセ拷問 鬼犯 02（10月28日、REAL/ケイ・エム・プロデュース）他出演：波多野結衣、大槻ひびき、仁美まどか、初美沙希、臼井さと美
- 熱帯不倫初夜（10月28日、人妻花園劇場）
- 有名AV女優在籍 あなたの車に出張ピンクサロン（11月4日、OFFICE K'S）他出演：なごみ、愛乃まほろ、河音くるみ、宮崎あや、若槻みづな、水城えま
- 調教レズビアン（11月4日、OFFICE K'S）共演：なごみ
- 小便ゴー●トバ●ターズ（11月18日、OFFICE K'S）共演：なごみ、浜崎真緒、涼宮琴音
- パンチラ見てたら挑発オナニーしてきたエロ女たち 5（11月18日、OFFICE K'S）他出演：白桃心奈、安達メイ、河音くるみ、松浦ゆきな、若槻みづな
- 媚薬中出し近親相姦 姉、妹、母親、娘をレイプ 4時間（12月25日、ビッグモーカル）他出演：篠田あゆみ、波多野結衣、宮沢すず、仁美まどか、北条麻妃

- 極上美人女将が淫らにもてなす温泉旅館（1月6日、クリスタル映像）
- 拝啓、お爺ちゃん。（1月19日、グローリークエスト）
- うちのエリート家族に催眠術が効きすぎたから子作り（2月7日、ZUKKON/BAKKON）共演：佐々木あき、あべみかこ、広瀬うみ
- 超名門セックス部合宿まるごと全員に種くばり（2月7日、ZUKKON/BAKKON）共演：あおいれな、咲坂花恋、川村まや、西尾れむ、香山亜衣、矢澤美々、神納花、成海さやか、なつめ愛莉
- SODファン大感謝祭 デカデカバスツアー 160センチの素人男性を170センチの美女8名がおもてなし デカデカバスツアー 酒池肉林！人生最高の思い出を届ける1泊2日の旅 in館山（2月16日、SODクリエイト）共演：古川いおり、春川せせら、峯岸まおみ、滝川恵理、桐谷まほ、倉内まりや、一松愛梨、伊東真緒
- 突然やってきた営業レディは媚薬を飲むと、黒パンストを擦りつけながら淫らに股間を滴らせ、カニバサミで中出しを求めた！ 3（3月10日、V&R PRODUCE）他出演：桜木優希音、桃瀬ゆり、篠田ゆう
- 「お母さんだって陸上部だったのよ！」ムキになって娘のレーシングブルマを穿いたらデカ尻過ぎて脱げない！熟れたデカ尻に欲情した男がブルマズラして即ハメ！ご無沙汰過ぎて膝ガクしながら何度もイキ乱れた！（5月12日、V&R PRODUCE）他出演：桃瀬ゆり、春原未来、花咲いあん
- なんと膝上30cm！超ミニスカお姉さんの挑発パンチラ（5月16日、ジャネス）
- 絶対ノーパンパンスト宣言（5月19日、Fetish Box/妄想族）
- レースクィーンレズビアン レズビアンに脅され堕ちたノンケ新人RQ（5月25日、ビビアン）共演：倉多まお
- クンニキ中毒発狂ド変態痴女（6月2日、OFFICE K'S）他出演：夏希みなみ、神納花、水野朝陽、浜崎真緒、麻里梨夏
- 隣の女はレズビアン ～ど淫乱インテリ図書館司書×真性レズビアン オナ狂い人妻～（6月13日、U&K）共演：花咲いあん
- 胸糞注意!! 寝取られビデオレター 快楽媚薬調教で他人棒を受け入れ、生ハメ中出しされたNTR美人妻たち!!（6月16日、OFFICE K'S）他出演：浜崎真緒、佐々木あき
- たっぷりと癒されるメンズ乳首性感サロン（6月19日、Fetish Box/妄想族）
- レイプ拷問 邪犯（6月23日、REAL/ケイ・エム・プロデュース）他出演：花咲いあん、神納花、北条麻妃、森沢かな、藤井凛
- 男のW潮吹き 前潮・射精・後潮のトリプルオーガズム（7月11日、未来 フューチャー）
- はだかの奥様（7月19日、KSB企画/エマニエル）
- お色気P●A会長と悪ガキ生徒会（7月20日、グローリークエスト）
- M男遊戯学園生活 神波多一花が女教師や部活の先輩になって男子をM男に調教してゆく（8月10日、アキノリ）
- M男WALKER M男専科フルコースの風俗巡り（8月15日、ジャネス）
- チラリズムの真髄ここにアリ！パンチラキュレーション4時間 【お姉さん編】（8月19日、Fetish Box/妄想族）他出演：花咲いあん、涼川絢音、大場ゆい、香山美桜、かすみりさ、小早川怜子、川上ゆう 他
- あなただけに語りかけてくれる夢のようなセンズリサポート！卑猥な言葉とジェスチャーで男を射精天国に導く JERK OFF INSTRUCTION VOL.2（8月19日、Fetish Box/妄想族）他出演：北川エリカ、小早川怜子、上原花恋、花咲いあん、涼川絢音、神納花
- 卑猥な下半身 パンスト誘惑美女（8月19日、Fetish Box/妄想族）
- 田舎の近親相姦 息子が母を犯す瞬間（8月25日、グローバルメディアエンタテインメント）
- ウルトラM性感研究所 クラブ・ザ・サッキュバス 完全メス化の逆ポルチオエステサロン（8月25日、AVS collector’s）共演：武藤あやか、真山由夏
- 神のおち○ちんを持つ男 妹の友達の家に行く（9月1日、ZUKKON/BAKKON）共演：椎名そら、さくらみゆき、愛瀬美希、雫みあ、通野未帆、川村まや、泉ののか、笹倉杏、小枝成実 ※「AV OPEN 2017」 企画部門エントリー作品
- 女体拷問研究所 -SPECIAL EDITION- THE THIRD JUDAS (ユダ) Episode13（9月1日、BabyEntertainment）他出演：一条綺美香、天河はるひ
- もしも…「神波多一花」が○○だったら…。（9月1日、プラネットプラス）
- 夫に睡眠薬、夫の部下には強力勃起薬をこっそり飲ませて誘惑し何度も強制射精させる淫乱発情妻！（9月8日、プレステージ）他出演：瀬戸すみれ、橘メアリー
- 禁断！ 淫らな姉3 父と関係を持っていたワイセツな姉は・・（9月13日、ながえスタイル）他出演：横山夏希
- 世界一受けたい罰ゲーム。男の潮吹きの後、一度射精させ、さらに潮吹きさせると男は快感で狂うらしい。4時間12人（9月25日、ビッグモーカル）他出演：桜井あゆ、有村千佳、篠田あゆみ、上原花恋、澤村レイコ、初美沙希、波多野結衣 他
- 色気むんむん美熟女ブルマ（10月1日、Fetish Box/妄想族）
- トリプル痴女 下半身ハーレム3点責め（10月6日、OFFICE K'S）共演：咲坂花恋、笹倉杏／他出演：かなで自由、一色さゆり、月野ゆりあ、あおいれな、斉藤みゆ、春乃さくら、なつめ愛莉
- 拷問される女 マッドネス・セレナーデ（10月7日、Baby Entertainment）
- ちょっと見えすぎじゃないですか？透けエロお姉さんの甘い誘惑（10月10日、ジャネス）
- 淫まん！肉ビラぷるぷるの変態マ○コがやってくる（11月1日、Fetish Box/妄想族）
- ほぼ主観でアナタのチ○ポを意地悪にシコシコ ディルド足裏足コキ 罵倒風味（11月5日、フリーダム）他出演：七海ゆあ、若槻みづな、宮崎あや、白桃心奈、斉藤みゆ、涼宮琴音 他
- AV女優 裸コレクション 第六弾（11月10日、V&R PRODUCE）他出演：推川ゆうり、麻里梨夏、なつめ愛莉、笹倉杏、西尾れむ、斉藤みゆ、春原未来、芦名ユリア、桃瀬ゆり 他
- 夜這いされ喘ぎ声を我慢しながら旦那の横で中出しまでされる人妻 10（11月16日、グローリークエスト）他出演：水野朝陽、希咲あや、早川瀬里奈、円城ひとみ
- 妄想 誘惑 淫語ディルドオナニー（11月17日、OFFICE K'S）
- W神舌!! ベロ長レズビアン（11月17日、OFFICE K'S）共演：神納花
- 帰ってきた麗しのマネキン夫人 ～非モテ男の妄想！暴走！溺愛！同棲生活～（12月1日、VENUS）

- なぜかノーブラで乳首をチラチラ見せてくるような奥さんはそれに気付いてフル勃起した僕のチ○ポも優しく受けいれてしかもナマ中出しまでヤらせてくれる！（1月18日、グローリークエスト）他出演：佐々木あき、成宮いろは、今井真由美
- 友人の母親（1月19日、VENUS）
- 出会った瞬間、レズビアンセックスしちゃうぞ ガチドッキリ！ 神波多一花がレズの撮影だと知らないで現れた超人気女優、巨乳の澁谷果歩とロリっ娘、栄川乃亜と出会ってすぐにレズプレイ！（1月25日、ビビアン）共演：澁谷果歩、栄川乃亜
- 超美顔レズビアン ～麗しき人妻女子アナのメスの戯れ～ マドンナデビューの絶世美女・光井ひかり《レズ解禁!!》（2月1日、マドンナ）共演：光井ひかり、北条麻妃
- 夫には言えない人妻の秘密 住人を喰っちゃうスレンダーな女大家（2月13日、ながえスタイル）他出演：柊さき
- シ●タ狩り娼婦（4月19日、グローリークエスト）
- ぶっちゃけ一番気持ちいい。ぷにマン密着手コキ ～にゅるんにゅるんのマン肉スライドに絶妙手圧、ここがチ●ポの楽園ですか？～（5月18日、SEX Agent）他出演：あおいれな、桜木優希音、ななせ麻衣、有坂つばさ、杏璃さや、君色花音、泉ののか
- 産婦人科痴漢!! 念願の第1子誕生っ! 出産未経験の幼な妻にドスケベ産婦人科医のおじさんが、未経験と無知識なのをいいことに、カーテンで仕切られた反応のいい下半身を看護師にもバレないように治療と称して中出しまでっ!! 7（6月8日、LEO）他出演：安西ひかり、伊東真緒
- 授尿保育園（6月8日、OFFICE K'S）共演：今井ゆあ、卯水咲流／他出演：月野ゆりあ、橘かれん、佐野あい、岬まい、高城彩、初音ろな
- 年下の男の子を誘惑してヤッちゃうスケベなお姉さんが、突然乱入してきた中年オヤジにムリヤリ種付けプレスでアヘ堕ち！（6月8日、OFFICE K'S）他出演：今井ゆあ、卯水咲流
- 無言エロティシズム 官能的な表情と露骨な挑発的視線で男を誘惑してヤル女たち（6月8日、OFFICE K'S）他出演：澁谷果歩、卯水咲流、今井ゆあ、川崎亜里沙
- 乳首が一番性感帯の男女がただひたすらにお互いの敏感乳首をいじりあいっこ（6月8日、OFFICE K'S）他出演：佐野あい、卯水咲流、今井ゆあ
- 神波多一花さん、結婚引退おめでとう。（7月1日、ワンズファクトリー）
- しがみつきホールド孕ませSEX（8月2日、グローリークエスト）他出演：大槻ひびき、波多野結衣、さくらはる、みゆき菜々子
- スレンダー美熟女に中出し3 10人（8月24日、なでしこ）他出演：葵紫穂、青木玲、上原千佳、神納花、峰岸カレン、北条麻妃、滝本エレナ、佐々木あき、武藤あやか
- いいオンナが失禁する姿は卑猥過ぎてハンパねえ！4時間（9月28日、ケイ・エム・プロデュース）他出演：椎名ゆな、宇佐美なな、あゆみ翼、永瀬里美、青井いちご、西川りおん、塚田詩織、瀧澤まい、波多野結衣
- 172cmの美人妻 ザ・ファイナル 神波多一花 【全作品】（11月13日、ながえスタイル）※ベスト版
- 神波多一花 BEST vol.1（12月20日、グローリークエスト）※ベスト版

- 交互フェラ ～時には仲良く、時には奪い合い、男性不足のチンシェア時代～（1月18日、SEX Agent）共演：泉ののか／他出演：あおいれな、麻里梨夏、宮崎あや、阿部乃みく、篠田ゆう、羽月希、青山はな、紗藤まゆ

### イメージビデオ
- ヴィーナス・テルメ（2016年7月29日、オルスタックソフト販売）